# Полиурия
Полиурия (др.-греч. πολυ- — «много» и οὖρον — «моча») — увеличенное образование мочи. У взрослых людей при полиурии вместо суточной нормы в 1000—1500 мл из организма выделяется свыше 1800—2000 мл, иногда — более 3 л мочи.
Полиурия также может сопровождаться учащением мочеиспускания, но её не следует путать с частым мочеиспусканием, так как при истинном учащении мочеиспускания каждый раз выделяется небольшое количество мочи.

## Физиологические причины заболевания
Основная физическая причина заболевания — уменьшение реабсорбции воды в почечных канальцах . Таким образом, вода не поглощается организмом — в результате снижается удельный вес мочи. 

## Внешние причины и сопутствующие заболевания
Полиурия является ведущим симптомом следующих заболеваний: некомпенсированный или впервые выявленный сахарный диабет, несахарный диабет, первичный гиперпаратиреоз, первичный гиперальдостеронизм.
Полиурия может быть постоянной и временной. Постоянная может быть вызвана болезнью почек или желёз внутренней секреции. К полиурии иногда приводит и лечение мочегонными препаратами. Схождение скрытых или видимых отёков также проявляется временной полиурией.
Временная полиурия может быть симптомом следующих пароксизмов: гипертонический криз, пароксизмальная тахикардия и диэнцефальный криз. Также временная полиурия может быть вызвана приёмом большого объёма жидкости, например пива, кваса или газированной воды.
Полиурия может быть вследствие солярита. Дегенеративно-воспалительное заболевание нервного плетения между пупком и мочевидным отростком. 
Для дифференциальной диагностики причин полиурии проводят пробу с лишением жидкости. Это самый распространённый и надёжный метод дифференциальной диагностики полиурических синдромов.